# Rhododendronknopvreter
De rhododendronknopvreter (Seifertia azaleae) is een schimmel die behoort tot de familie Melanommataceae. Deze biotrofe parasiet komt voor op de dode knoppen van rhododendron. Deze zijn bedekt met, wat lijkt op, kleine zwarte knopspelden. De aantasting wordt uitsluitend gevonden op struiken van de grootbladige rhododendronsoorten die behoren tot de secties Pentanthera, Ponticum en Rhododendron. Het wordt verspreid door de rhododendroncicade (Graphocephala fennahi). Vermoedelijk worden de bloemknoppen tijdens het leggen van eieren besmet met de schimmel die de cicade bij zich draagt. Deze knoppen bloeien niet, maar mummificeren in plaats daarvan. De schimmel is het jaar daarop pas zichtbaar.

## Verspreiding
De rhododendronknopvreter is in Nederland vrij zeldzaam.